# Ирчи Казак
Ирчи́ Каза́к (кум. Йирчы Къазакъ; Казак Татарханов) (ок. 1830, Муслимаул, Тарковское Шамхальство — ок. 1879, Темир-Хан-Шуринский округ, Дагестанская область, Российская Империя) — классик дагестанской литературы, кумыкский поэт, зачинатель кумыкской литературы. Написанные им стихи с призывом к мухаджирству получили широкое распространение на Кавказе.

## Биография
Ирчи Казак родился в семье бедного крестьянина Татархана в селении Муслим-аул.
Мальчик рос одарённым: обладал хорошим голосом, прекрасно пел народные песни и сам постепенно приобщался к поэтическому мастерству. Народ дал поэту имя — Йырчи в переводе с кумыкского означает певец, под которым он стал известным.
Кумыкский шамхал пригласил популярного в народе певца к себе во дворец в качестве придворного певца и поэта. Во дворце шамхала Ирчи Казак провел несколько лет. Сочинял любовные, философско-дидактические стихи и песни, отличавшиеся богатой образностью, музыкальностью.
Во дворце шамхала жил его конюх Атабай, с которым Ирчи Казак подружился. Атабай влюбился в одну из рабынь, которых у шамхала было много. Ирчи Казак с Атабаем сговорились и похитили её. Беглецов поймали, избили, вернули во дворец и отдали под суд. Его вместе с другом сослали в Сибирь, откуда он присылал послания в стихах, рисующие мрачные картины тяжёлой жизни ссыльных.
Стихи быстро распространялись на родине поэта. Наиболее яркие из них: «Как я мог предвидеть коварство ханов?», «Попали в железный капкан», «Не стыдите за жалобу» и др.
После ссылки он возвратился на родину, но жить в родном ауле ему не разрешили. И он жил в Терской области, в Хасавюртском округе в с. Ботаюрт.
После ссылки его творчество приобрело ярко выраженный обличительный характер. Он клеймил князей и беков (стихотворения «Счастье», «Иные времена» и др.), призывал соотечественников стать мухаджирами. В пору расцвета своего таланта поэт был предательски убит. Однажды ночью в его дом постучались, он вышел на зов неизвестных людей и больше не вернулся. Длительные поиски не дали никаких результатов.
Впервые в дагестанскую поэзию он ввел образ ссыльного горца, изобразил его трагическую судьбу, волнения, тревоги. Ибо для дагестанца, у которого обостренно чувство родного дома, родного очага и привязанность к ним, разлука с родиной, близкими, друзьями была жестокой пыткой. Поэт не только выражает мир своих чувств, но детально, подробно описывает чужие, незнакомые ему места, переживания подобных ему ссыльных. Ирчи Казак — большой мастер стиха, певуч и ладен язык его произведений. Его творчество оказало большое влияние на дагестанскую поэзию.
Если настойчиво, страстно и смело

Жаждешь врага своего одолеть,

Если воюешь за честное дело,

Крови своей ты не должен жалеть.

## Память об Ирчи Казаке
- Улицы в городах Дагестана: Махачкале, Кизилюрте, Хасавюрте, Каспийске, Дербенте, Буйнакске, Дагестанских Огнях, в сёлах и посёлках республики.
- Памятник в Махачкале на пересечении улиц Ирчи Казака и Ярагского[4].

## Стихи
- «Асхар-Тау»
- «Каким должен быть мужчина»
- «Удача»
- «Не все мужчины — мужчины»
- «Как я мог предвидеть коварство ханов?»
- «Попали в железный капкан»
- «Не стыдите за жалобу»
- «Осень голубая, как марал…»